# 元井美貴
元井 美貴（もとい みき、1980年3月29日 - ）は、ウェザーマップ所属の気象予報士、防災士、プロレス解説者。東京都出身。

## 来歴
青山学院大学文学部英米文学科卒業。大学在学中の2000年に気象予報士試験に合格。ウェザーマップのオーディションに一度落選するが、同事務所から「大学生を使った番組がやりたい」との一報を受け改めて合格、『キャンパスウェザー』（BS-i）へ出演。2001年からはTBSニュースバードにて主に平日の早朝から午前中の時間帯を中心に天気予報を担当した。ニュースバードへは2016年3月に降板するまでおよそ15年間出演を続け、その間の一時期、日曜早朝の『JNNニュース』内の天気予報や、土曜夕方の『ウィークエンドウェザー』などを担当した。
本業であるお天気コーナーへの出演が目立つが、後述するプロレス番組の司会や、ラジオのワイド番組のパーソナリティ経験もある。
2018年1月2日から3日まで、プロレスラー・鈴木秀樹の勧めにより元井三十七に改名した。
2024年、一般男性と結婚。

### 『Sアリーナ』、『速報!バトル☆メン』
元井のプロレス好きが、プロレス格闘技専門チャンネルFIGHTING TV サムライのプロデューサーの目に止まり同局中継番組の外国人選手の通訳として採用。2010年より情報番組『Sアリーナ』金曜日の司会に抜擢される。2011年10月からは後継番組『速報!バトル☆メン』の金曜日キャスターを務めていた。
2012年3月9日放送の『速報!バトル☆メン』にて、ゲスト出演していた男色ディーノ（DDTプロレスリング）から得意技の男色ドライバーをかけられた（放送では持ち上げたシーンで終了したが、その後スタジオの床に優しく落とされた）。元井は「何かに包まれるような感触で、布越しに光が見えました。それとやさしい香りが…カンガルーの袋の中にいるかのようでした」と技を受けた感想を語った。
以降、番組内での共演はしばらくなかったが、2015年3月20日放送の『速報!バトル☆メン』にて男色ディーノが久々にゲスト出演した。番組終了間際、前回とは異なる得意技・男色ナイトメアをかけられている。放送終了後、元井はTwitterにて「プロレスラーの方々はリング上で多くの物を曝け出すからこそ、多くの人の心を揺さぶるのですね。」とコメントしている。
2017年8月18日放送のエンディングでは、ディーノが元井の母親へ電話直撃したまま放送が終了した。

## ミキティコ
『速報!バトル☆メン』での「戦う天気予報」コーナーでは、天気にまつわる意匠を用いたメキシコ出身のピンクの覆面気象予報士「ミキティコ」（メキシコのルチャドール「ミスティコ」に由来すると思われる）が登場、プロレス技などに例えた天気予報を披露した。なおその際の原稿は自身が執筆したものである。
その後、元井がミキティコの覆面姿でフジテレビ『アウト×デラックス』に出演。元井いわくミキティコは別人であり、番組では覆面を借りて被っただけだったとのこと。
2014年1月14日の新日本プロレス『NJPW PRESENTS CMLL FANTASTICA MANIA 2014』大阪府立体育会館大会では、実況席で解説を担当。挨拶のあと左隣の解説者、ミラノコレクションA.T.に「ドクトルミラノさん！…よろしくお願いします」と愛想良く語りかけるが、返事に困ったミラノは「…はい…。」と返している。実況を務めた村田晴郎からの「ミキティコさんはどこから来られましたか？」という問いに「メキシコから来ました♪留学生です♪」と発言。同大会ではミキティコTシャツが販売された。
2014年7月、マガジンハウス『an・an』のEntertainment Newsコーナーにて「闘う気象予報士ミキティコ」がインタビュー掲載。

## 人物
愛称は「モッキー」。生島ヒロシからは「モッキーちゃん」とも呼ばれる。なお「コンコン」と呼ばれた経験はないというが、本人はかわいらしくて気に入っているという。
大学生時代のアルバイト遍歴は、マクドナルド、ウェイトレス、ディズニーランドのキャスト、歯科助手など。秘書技能検定二級、色彩検定二級などの資格を持つ。
趣味は、格闘技研究（おもにプロレス）、覆面収集、フラダンス、動物園めぐり、強行スケジュールによる旅行。子どものころに2歳年上の兄の影響で『キン肉マン』に夢中になったことがプロレスファンになるきっかけ。また2006年、ルチャリブレ観戦のためにメキシコを訪れた際、安価で販売されていた覆面のまとめ買いをきっかけに覆面収集も始め、2013年の東京マラソンには覆面姿で出場している。FLASH（光文社）2016年11月25日号にて、自らの覆面コレクションを公開した。
長年フラダンスを学んでおり、天気予報に取り入れた「フラダンス天気」を考案。またこれを派生させる形で、会社の同僚である加藤祐子と共にユニット「フラ・ニーニャ」を結成した。ネーミングの由来は「フラダンス」と「ラニーニャ」から。

## 現在の担当番組

### テレビ
TBSテレビ
- JNNニュース（土曜6:15 - 6:30、2017年4月1日 - 2018年9月30日）気象キャスター

FIGHTING TV サムライ
- 速報!バトル☆メン（金曜キャスター、2011年10月7日 - 2024年3月29日）
- 全日本プロレスFLASHING NIGHT(MC、2012年10月12日 - )

### ウェブテレビ
新日本プロレスワールド
- CMLLアレナ・メヒコ木曜定期中継（解説、2016年7月9日 - ）
- 新日本プロレス 大会実況席解説（不定期）
- AEWダイナマイト・ランペイジ・Battle Of The Belts・Collision(「Battle Of The Belts」現地時間2022年4月16日-)(「Collision」2023年6月17日-)(「ランペイジ」2022年4月22日-)(「ダイナマイト」2022年4月27日-)[12]

## 執筆

### 雑誌連載
- 「モッキーの突撃！隣のマスクマン」ゴング（徳間書店）2015年1号 - 2016年10月
- 「東京プロレス娘のスイーツトーク」東京スポーツ（東京スポーツ新聞社）2017年10月26日 - 藤本つかさらとの不定期ローテーション掲載

### ウェブ連載
- 「元井美貴のお天気ラリアット」しらべぇ（NEWSY）　2015年1月26日 - [13]2015年7月4日
- 「モッキーの前方快晴エビ固め」週刊プロレスモバイル（ベースボールマガジン社）2015年6月3日 - 2017年8月30日

## 過去の担当番組

### ラジオ
TBSラジオ
- mix
- プレシャスサンデー（日曜・隔週）
- 安住紳一郎の日曜天国（日曜・隔週）
- 生島ヒロシのおはよう定食（火曜）
- 生島ヒロシのおはよう一直線（火曜）
- 森本毅郎・スタンバイ!（火曜）
- 大沢悠里のゆうゆうワイド（火曜）
- ストリーム
- 荒川強啓 デイ・キャッチ!（不定期）

ジャパンエフエムネットワーク（JFN）
- Open Sesame!（木曜）7:30 -
- Applause!（金曜）7:30 -
- OH! HAPPY MORNING（月・火曜、Weather Information担当 - 2016年3月29日[14]）

FM NACK5
- ACCESS TO YOU（日曜）16:00 - 20:00（黒田治とダブルパーソナリティ）

JRNラジオ
- マイフェイバリッと - 2013年10月14日（月曜） - 18日（金曜）、同10月21日（月曜） - 25日（金曜）[15]

### テレビ
- 買物大図鑑（TBS） - 目覚まし時計や羽毛布団の宣伝に出演
- キャンパスウェザー（BS-i）
- 森田の新春天気!!（TBS、2005年から毎年出演）
- イブニング・ファイブ（JNNイブニング・ニュース、TBS系列） - 2009年3月13日放送回では、ストライキの影響でレギュラー出演する全てのTBSアナウンサーが休演したため、東京駅からの寝台特急『はやぶさ・富士』のラストラン中継を担当。天気予報以外のレポーターとしての出演だった。
- みのもんたのサタデーずばッと→サタデーずばッと（TBS、2010年10月23日ほか） - 小林豊の代役
- みのもんたの朝ズバッ!→朝ズバッ!（TBS） - 美馬怜子の代役
- Sアリーナ（FIGHTING TV サムライ、2010年10月1日 - 2011年9月30日） - 金曜日キャスター
- 東スポ×サムライプレゼンツ プロレス夢想～中邑真輔vsファン100人～（2012年12月26日、新宿ロフトプラスワン。同年12月30日、FIGHTING TV サムライ放送分の公開収録）- 司会進行 ※三田佐代子の代役
- Well〜天気＆健康リサーチ〜（日曜22:54 - 23:00、2013年1月13日 - 3月31日）
- THE NEWS→JNNニュース（日曜6:45 - 7:00、2014年3月30日まで）
- アウト×デラックス（フジテレビ系、2013年6月13日）「天気よりプロレスが気になる気象予報士」として出演。
- 新日本プロレス大作戦（FIGHTING TV サムライ、NOTTV）2014年4月第2週MISSION 25「ドラッグストアショーに潜入せよ！大作戦 前編」、2014年4月第3週MISSION 26「ドラッグストアショーに潜入せよ！大作戦 後編」[16]
- 『256チャンネル一挙大公開！ザップ！エンターテインメント 』(BS241 BSスカパー)、2014年9月27日放送[17]
- TBSニュースバード（2008年4月 - 2010年3月、木〜金曜／2010年10月 - 2011年3月、月〜金曜／2011年4月 - 2014年3月、水〜金曜／2014年4月 - 、月〜火曜／2015年4月 - 2016年3月29日、火曜／※早朝から10時まで担当。）
- ウィークエンドウェザー（TBS、土曜18:50 - 18:55、2011年4月9日 - 2016年4月2日）
- はくがぁる（テレビ朝日、2016年10月8日） - 「天龍源一郎学」プレゼンター[18]
- 報道LIVE あさチャン!サタデー（土曜5:30 - 7:00、2014年4月5日 - 2017年3月25日）
- TOKYO MX NEWS（月曜 - 金曜 18:00 - 18:30、2016年4月4日 - 2017年3月31日）
- TBS NEWS (CS放送)（TBSチャンネル、2018年4月 ‐ 2021年9月）気象キャスター（水曜日）

## その他出演

### インターネットTV
- ニコニコ動画「T.M.Revolution 西川貴教×全日本プロレス緊急記者会見」(司会進行、2012年10月11日)
- ニコニコ動画「T.M.R.LIVE REVOLUTION'12-StrikesBackX-ステージ近辺から生中継“裏”ガイド」(遠藤舞と共に、女人禁制イベントをバックステージからナビゲート。2012年12月24日)
- Yahoo! JAPAN「Yahoo!天気情報」（ニュース動画、2014年8月26日 - 2016年3月29日）[19]
- 【鉄拳7×新日本プロレス】バトルトーナメント2017（YouTube、2017年6月9日配信） - ミキータとしてMC担当

### PV
- C&K 「梅雨明け宣言」（2010年）

### 雑誌
- 『TV Bros.』(2013年12月7日号、東京ニュース通信社)テレビ・マニアック・オブ・ザ・イヤー2013（選者）[20]
- 『an・an』（2014年7月2日号、2017年6月21日号、マガジンハウス）2014年はその道を究める女子が語ります！極私的♡大人の男の味わい方、2017年はどきどきするきもち推薦者として掲載された。
- 『ゴング』0号（2014年9月9日、徳間書店）元井美貴の『カレーマンになりた～い!!』
- 『FRIDAY』（2016年11月25日号、講談社）「私、マニアです」 （覆面収集）

### イベント
- エル・サムライ×元井美貴トークライブ～名古屋の天気はサムライ晴れ（2014年5月5日、愛知・スポルティーバアリーナ）[21]
- 大プロレス祭り2015 プ女子的“イッテンヨン”大予想会（2015年1月3日、ディファ有明）出演：元井美貴、二階堂綾乃、白川未奈、田口華　MC：清野茂樹[22]
- 元井美貴トークイベント〜晴れ時々モッキー所によりミキティコ〜（2015年11月23日、大阪・カウント2.99）
- 大プロレス祭り2016　プ女子トークショー（2016年1月3日、ディファ有明）– MC。出演：三森すずこ、内田眞由美、籠谷さくら[23][24]
- 8.11横浜文体決戦4日前!!武藤敬司、現王者・KAIトークショー（2016年8月7日、神奈川・ららぽーと横浜）[25]– MC

## デザイン
- 鉄拳7 Presents BEST OF THE SUPER Jr.24 大会記念Tシャツ（2017年）[26]

## タイトル歴
- DDTプロレスリング
  - 第1192代アイアンマンヘビーメタル級王座